# Euderces azureus
Euderces azureus là một loài bọ cánh cứng trong họ Cerambycidae.